# 酒井氏忠
酒井 氏忠（さかい うじただ、生年不明 - 文明2年10月11日（新暦1470年11月3日））は室町時代の西三河地方の豪族で松平氏の武将。酒井左衛門尉家初代当主。松平親氏（太郎左衛門尉）の庶子といわれる酒井広親の子。系譜によれば嫡子として忠勝、兄弟に家忠がいる。

## 概要
酒井氏は始祖とされる広親の子の代で、雅楽頭系と左衛門尉系に分かれたとされ、新井白石の『藩翰譜』によれば、広親の子の一人である氏忠が通称を初め小五郎・将監、後に左衛門尉としている。
墓所は酒井忠勝が開基となり、酒井家三河六代の墓がある愛知県岡崎市岡崎市の回向院（元大樹寺塔頭）。戒名は賢師殿誠診大居士。